# Sveti Krištof
Sveti Krištof, svetnik in mučenec, 3. stoletje.
Nekateri viri kažejo na to, da je bil po rodu Grk , saj pišejo, da je na otoku Samosu oznanjal Kristusov evangelij. Prav tako nekateri trdijo, da je bil celo Sirijec ali Libijec, ker ga na nekaterih slikah upodabljajo s pasjo glavo.
Starši naj mu bi dali ime Reprobus, kar v grščini pomeni zavržen, ker naj bi bil večje postave. V knjigi Zlata legenda ga je pisatelj opisal kot velikana Offorusa. neko službo naj bi po legendi dobil pri menihu, kjer naj bi ljudi nesel čez reko, nekega dne pa naj bi prenesel čez dečka, ki naj bi bil zelo težak in ko ga je vprašal, zakaj je tako težak, se naj bi mu razkril kot Jezus Kristus, ki je imel v roki težo sveta. In potem ga krstil v Kristoforusa, kar pomeni nosilec (tisti, ki nosi) Jezusa Kristusa. 
Neka legenda pravi, da naj bi ga ubila rimska legija, ker je oznanjal evangelij, njegovo meso pa so potem pojedli za kosilo in večerjo. 
Slikarji ga upodabljajo kot velikana s palico, ki čez reko nosi dečka s svetom v roki. Priporočajo se mu vozniki, graditelji mostov, tisti, ki imajo zobobol, glavobol...